# Alexander Trost
Alexander Trost (* 12. Mai 1981) ist ein ehemaliger deutscher Handballspieler. Er spielte in der Handball-Bundesliga für den TV 1893 Neuhausen. Seine Spielposition war Rechtsaußen.

## Karriere
In der Jugend begann Alexander Trost beim TSV Dettingen. 1995 wechselte er dann zum VfL Pfullingen. Mit der Mannschaft stieg Trost 2002 in die 1. Liga auf. Als der VfL 2006 Insolvenz anmelden musste, wechselte er zum Bundesliga-Aufsteiger HBW Balingen-Weilstetten.
Zur Saison 2009/2010 wechselte Trost zum TV 1893 Neuhausen, der in der Saison 2008/2009 Meister in der Regionalliga Süd wurde und  in die 2. Handball-Bundesliga aufstieg. Mit dem TVN stieg er 2012 in die 1. Liga auf. Nach der Saison 2012/13 wurde er Sportlicher Leiter beim TVN, und übernahm im Februar 2014 als Nachfolger von Dieter König den Posten des Geschäftsführers. Diese Tätigkeit beendete er im Juli 2015.